# Giro del Veneto 1998
Il Giro del Veneto 1998, settantesima edizione della corsa, si svolse il 29 agosto 1998 su un percorso di 199,9 km. La vittoria fu appannaggio dell'italiano Davide Rebellin, che completò il percorso in 4h44'42", precedendo i connazionali Gianni Faresin e Filippo Simeoni.
Sul traguardo di Padova 105 ciclisti, su 134 partiti dalla medesima località, portarono a termine la competizione.

## Ordine d'arrivo (Top 10)
| Pos. | Corridore           | Squadra             | Tempo    |
| ---- | ------------------- | ------------------- | -------- |
| 1    | Davide Rebellin     | Team Polti          | 4h44'42" |
| 2    | Gianni Faresin      | Mapei-Bricobi       | s.t.     |
| 3    | Filippo Simeoni     | Asics-C.G.A.        | s.t.     |
| 4    | Rodolfo Ongarato    | Ballan              | s.t.     |
| 5    | Fabio Baldato       | Riso Scotti-Vinavil | a 29"    |
| 6    | Marco Serpellini    | Brescialat-Liquigas | s.t.     |
| 7    | Giuliano Figueras   | Mapei-Bricobi       | s.t.     |
| 8    | Michele Bartoli     | Asics-C.G.A.        | s.t.     |
| 9    | Oleksandr Hončenkov | Ballan              | s.t.     |
| 10   | Mirko Celestino     | Team Polti          | s.t.     |